# Jean-Pierre Nsame
Jean-Pierre Nsame (Douala, 1 de mayo de 1993) es un futbolista internacional camerunés que juega de delantero en el Legia de Varsovia de la Ekstraklasa polaca.

## Trayectoria
Nsame llegó a Francia a temprana edad, jugando en las categorías inferiores del Angers SCO antes de debutar con el primer equipo en abril de 2012, en el empate por 1-1 contra el FC Metz en la Ligue 2. Disputó 23 partidos con el Angers durante cuatro temporadas con el club, mismo tiempo en el que también jugó como cedido en el USJA Carquefou y el Amiens SC, ambos equipos del Championnat National.
Al final de la temporada 2015-16, Nsame abandonó el club y estuvo un tiempo de pruebas en el Walsall FC de la League One inglesa, llegando incluso a jugar un amistoso contra el Norwich City (2-1). Sin embargo, después de que surgieran detalles negativos sobre su pasado, dejó Inglaterra.
El 23 de agosto de 2016, Nsame fichó por el Servette FC de la Challenge League suiza. Fue el máximo goleador de la liga con 23 goles en 31 partidos, ayudando al club a lograr un impresionante tercer puesto tras su ascenso la temporada anterior. Sus goles despertaron el interés de otros clubes de la Superliga de Suiza y en julio de 2017, tras solo un año en Ginebra, fichó por el Young Boys de Berna. En su primera temporada, formó parte de la plantilla del Young Boys que ganó el título de liga por primera vez en 32 años. Consiguieron el título con una victoria por 2-1 sobre el Lucerna el 28 de abril de 2018, con un gol de Nsame en el minuto 89. Ayudó al club a revalidar su título la siguiente campaña, marcando 15 goles en 31 partidos de liga.
El 14 de septiembre de 2019, Nsame anotó su primer triplete con el club en una victoria por 11-2 contra el FC Freienbach de la quinta división, en la segunda ronda de la Copa de Suiza. Cinco días después, marcó su primer gol en competición europea en la derrota por 2-1 ante el FC Oporto portugués en la fase de grupos de la Liga Europa de la UEFA. El 24 de noviembre, marcó un triplete en la victoria por 4-3 ante el FC Sion en la Superliga, donde el centrocampista del equipo contrario Pajtim Kasami también anotó un triplete para el Sion.
En la temporada 2019-20, Nsame fue el máximo goleador con 32 goles en 32 partidos y fue uno de los artífices principales del doblete del Young Boys ese año, al ganar la Superliga suiza por tercera vez consecutiva y la Copa de Suiza.
El 31 de enero de 2022, Nsame recaló en el Venezia FC de la Serie A italiana en calidad de préstamo hasta el final de la temporada 2021-22, con opción de compra. Con el club de Véneto apareció en once encuentros, pero sin llegar a marcar ningún gol. Vencido su contrato con el Young Boys, el delantero camerunés fichó por dos años y medio con el Como 1907 de la Serie B el 25 de enero de 2024. Tras una segunda vuelta discreta con el Como, el 18 de junio de 2024 se anunció su cesión con opción de compra de 2 millones de euros para el Legia de Varsovia de la Ekstraklasa de Polonia. En sus primeros meses jugó diez partidos, en los que marcó dos goles, y en enero fue cedido al F. C. St. Gallen 1879.

## Selección nacional
Nsame es internacional con la selección de fútbol de Camerún desde 2017, cuando jugó un partido de clasificación para el Mundial 2018 frente a la selección de fútbol de Nigeria.
En 2017 formó parte de la lista preliminar que participaría en la Copa FIFA Confederaciones 2017, aunque no llegó a ser incluido en la definitiva. También fue llamado para disputar la Copa Mundial de Fútbol de 2022 en Catar, pero sin llegar a debutar en la competición.

## Clubes
| Club                           | País    | Año       |
| ------------------------------ | ------- | --------- |
| Angers S. C. O.                | Francia | 2012-2016 |
| USJA Carquefou (cedido)        | Francia | 2013-2014 |
| Amiens S. C. (cedido)          | Francia | 2014-2015 |
| Servette F. C.                 | Suiza   | 2016-2017 |
| B. S. C. Young Boys            | Suiza   | 2017-2024 |
| Venezia F. C. (cedido)         | Italia  | 2022      |
| Como 1907                      | Italia  | 2024-2025 |
| Legia de Varsovia (cedido)     | Polonia | 2024-2025 |
| F. C. St. Gallen 1879 (cedido) | Suiza   | 2025      |
| Legia de Varsovia              | Polonia | 2025-     |

## Palmarés

### Títulos nacionales
| Título               | Club                | País    | Año     |
| -------------------- | ------------------- | ------- | ------- |
| Superliga de Suiza   | B. S. C. Young Boys | Suiza   | 2017-18 |
| Superliga de Suiza   | B. S. C. Young Boys | Suiza   | 2018-19 |
| Superliga de Suiza   | B. S. C. Young Boys | Suiza   | 2019-20 |
| Copa de Suiza        | B. S. C. Young Boys | Suiza   | 2019-20 |
| Superliga de Suiza   | B. S. C. Young Boys | Suiza   | 2020-21 |
| Superliga de Suiza   | B. S. C. Young Boys | Suiza   | 2022-23 |
| Copa de Suiza        | B. S. C. Young Boys | Suiza   | 2022-23 |
| Supercopa de Polonia | Legia de Varsovia   | Polonia | 2025    |